# Kanton Huriel
Huriel is een kanton van het Franse departement Allier. Het kanton maakt deel uit van het arrondissement Montluçon.

## Gemeenten
Het kanton omvatte de volgende 14 gemeenten:
- Archignat
- Chambérat
- Chazemais
- Courçais
- Huriel (hoofdplaats)
- La Chapelaude
- Mesples
- Saint-Désiré
- Saint-Éloy-d'Allier
- Saint-Martinien
- Saint-Palais
- Saint-Sauvier
- Treignat
- Viplaix

Door de herindeling van de kantons bij decreet van 27 februari 2014, met uitwerking op 22 maart 2015, werd het kanton uitgebreid met de gemeenten van het toen opgeheven kanton Hérisson tot 31 gemeenten.

Door de samenvoeging op 1 januari 2016 van de gemeenten Givarlais, Louroux-Hodement en Maillet tot de fusiegemeente (commune nouvelle) Haut-Bocage omvat het kanton sindsdien volgende gemeenten: 
- Archignat
- Audes
- Bizeneuille
- Le Brethon
- Chambérat
- La Chapelaude
- Chazemais
- Cosne-d'Allier
- Courçais
- Estivareilles
- Haut-Bocage
- Hérisson
- Huriel
- Louroux-Bourbonnais
- Mesples
- Nassigny
- Reugny
- Saint-Caprais
- Saint-Désiré
- Saint-Éloy-d'Allier
- Saint-Martinien
- Saint-Palais
- Saint-Sauvier
- Sauvagny
- Tortezais
- Treignat
- Vallon-en-Sully
- Venas
- Viplaix